# Apennin central
Pour les articles homonymes, voir Apennin (homonymie).
L'Apennin central est la subdivision de la chaîne des Apennins située au cœur de la péninsule en Italie centrale. Il est relié à l'Apennin septentrional dont il est séparé, au nord, par les cols de la Bocca Serriola et de la Bocca Trabaria, et à l'Apennin méridional (it) qui le prolonge, au sud, par le col de la Bocca di Forlì (it).
Il est lui-même encore subdivisé en Apennin ombro-marchesan, situé dans les deux régions qui lui donnent son nom, l'Ombrie et les Marches, et en Apennin abruzzais, situé dans la région des Abruzzes. Les territoires montagneux du Latium sont partagés entre ces deux subdivisions tandis que ceux du Molise le sont entre l'Apennin abruzzais et l'Apennin méridional.

## Apennin ombro-marchesan

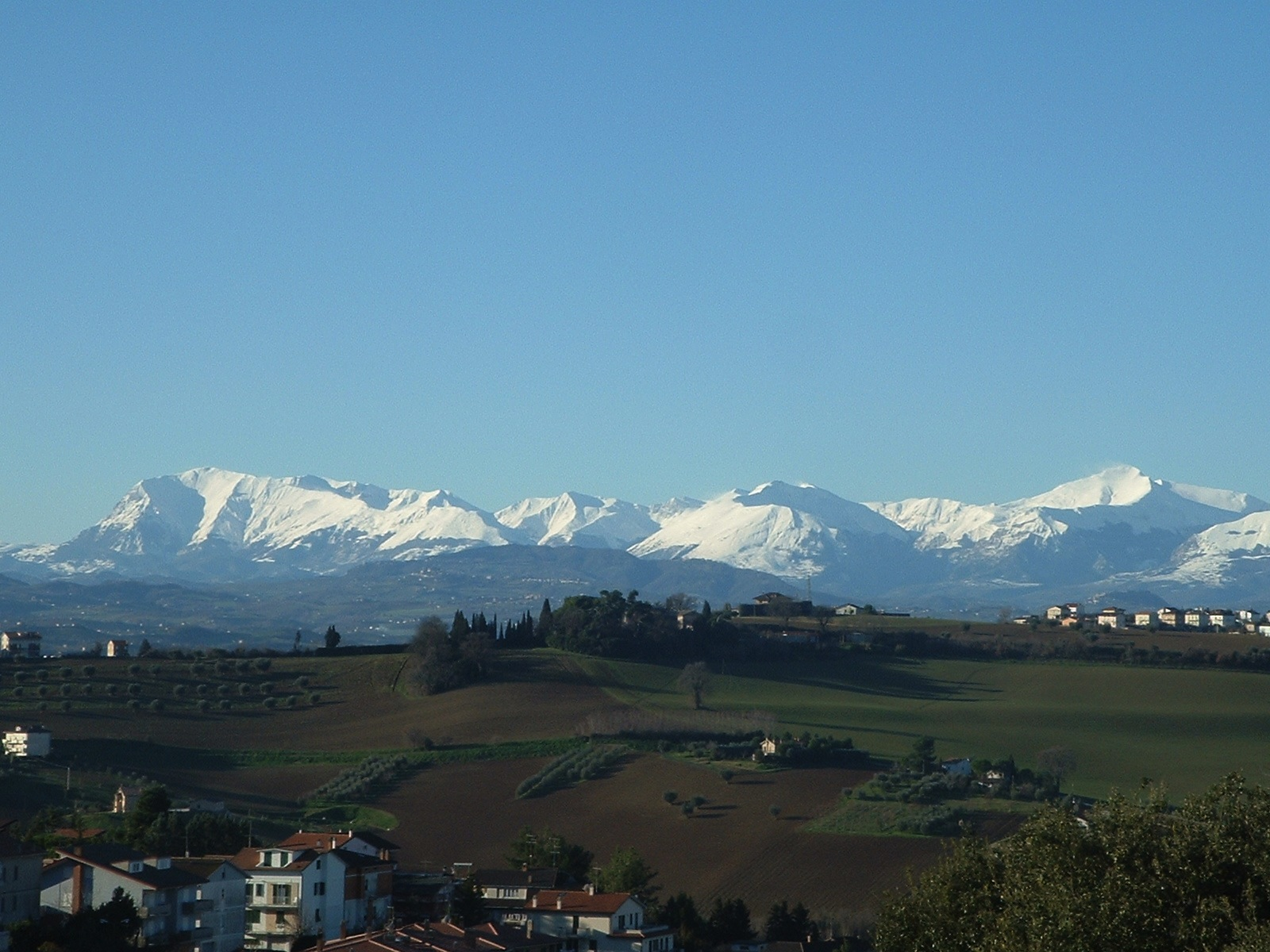
Les monts Sibyllins et le mont Vettore, versant de la région des Marches.

L'Apennin ombro-marchesan s'étend du col de la Bocca Trabaria, ou de la Bocca Serriola jusqu'au Passo di Montereale ou au Passo della Torrita (it), entre Rieti et Ascoli Piceno, qui met en communication la vallée du Tronto et celle du Velino.
Il n'est pas constitué par une seule chaîne, de laquelle se détacheraient des contreforts, mais plutôt par un faisceau de chaînes qui s'étendent du nord-ouest au sud-est et dont les cinq principales sont les suivantes :
- la chaîne occidentale : elle commence au sud-est du col de la Bocca Trabaria et s'oriente vers le sud jusqu'à la hauteur de Città di Castello en restant bien régulière ; de là elle commence à s'abaisser et à s'élargir pour former le plateau de Gubbio. Elle s'élève à nouveau avec le mont Subasio (1 290 m) et plus au sud avec le mont Maggiore (1 488 m) et se termine à la rivière Nera après les monts Martani ;
- la chaîne centrale ou du mont Catria : elle suit la direction de la précédente, s'élevant en de nombreux points au-delà de 1 500 m (mont Catria, 1 701 m), constituant ainsi la plus haute altitude entre les monts Sibyllins et le Corno alle Scale (it). Les deux chaînes sont reliées par un petit plateau qui culmine au Passo della Scheggia (it) ;
- la chaîne orientale ou du mont San Vicino : elle commence sur la rive gauche du Métaure et s'oriente vers le sud-est, parallèlement à la dorsale. Au mont San Vicino elle s'élève jusqu'à 1 479 m et s'interrompt en plusieurs points au niveau du cours des fleuves qui, nés de la chaîne centrale, vont se jeter dans la mer Adriatique. Au mont San Vicino, la chaîne pointe directement vers le sud et, après s'être abaissée sur le cours du Chienti, elle s'élève de nouveau avec les monts Sibyllins abritant le mont Vettore (2 476 m) qui constitue le point culminant de l'Apennin ombro-marchesan. Depuis le col de Forca Canapine (it), au sud des plateaux de Castelluccio, qui relie la vallée de Norcia à la vallée du Tronto, la chaîne s'étend vers le sud-ouest délimitant d'abord la vallée du Tronto puis la vallée du Velino, en direction du mont Terminillo (2 216 m), le sommet principal des monts Reatins (it) ;
- l'ellipsoïde de Cingoli : encore plus à l'est se trouve un nouveau pli apennin dit, à cause de sa forme, « ellipsoïde de Cingoli », qui se détache dans le panorama collinaire marchesan et sur lequel se dresse Cingoli, justement nommée le « balcon des Marches » ;
- le mont Conero : dernier pli apennin vers l'est, le mont Conero ou mont d'Ancône, arrive jusqu'à la mer, formant le promontoire homonyme. Les pentes septentrionales du Conero protègent le port d'Ancône (it).

En raison de sa forme, l'Apennin ombro-marchesin est entrecoupé de vallées longitudinales (suivant la direction des chaînes), les plus importantes étant la Valtiberina (haute vallée du Tibre), la cuvette de Gubbio, la vallée d'Ombrie, le plateau de Leonessa, la cuvette de Terni et la plaine Reatine (it).
Ses roches calcaires contiennent de nombreux fossiles marins d'invertébrés parmi lesquels des ammonites.

## Apennin abruzzais

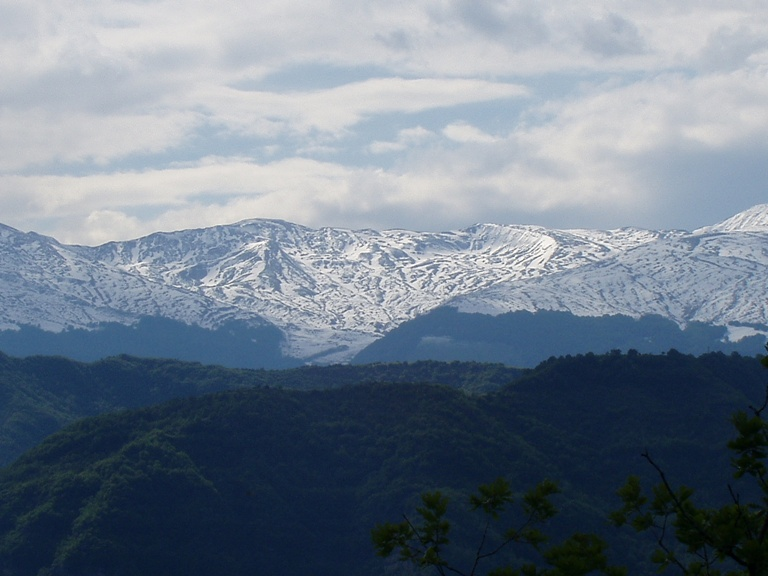
Monts de la Laga, versant de la région de Teramo.

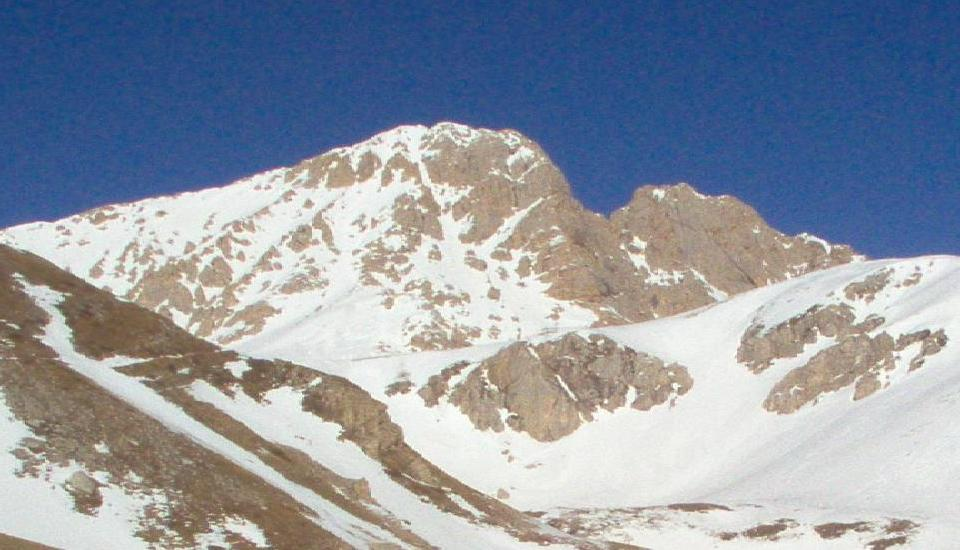
Le Corno Grande, dans le Gran Sasso.

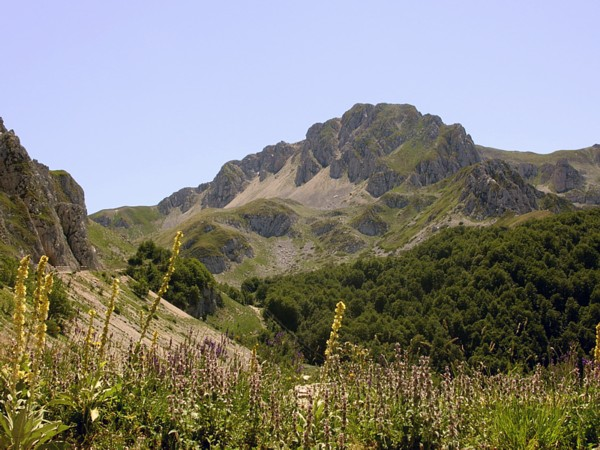
Le mont Terminillo.

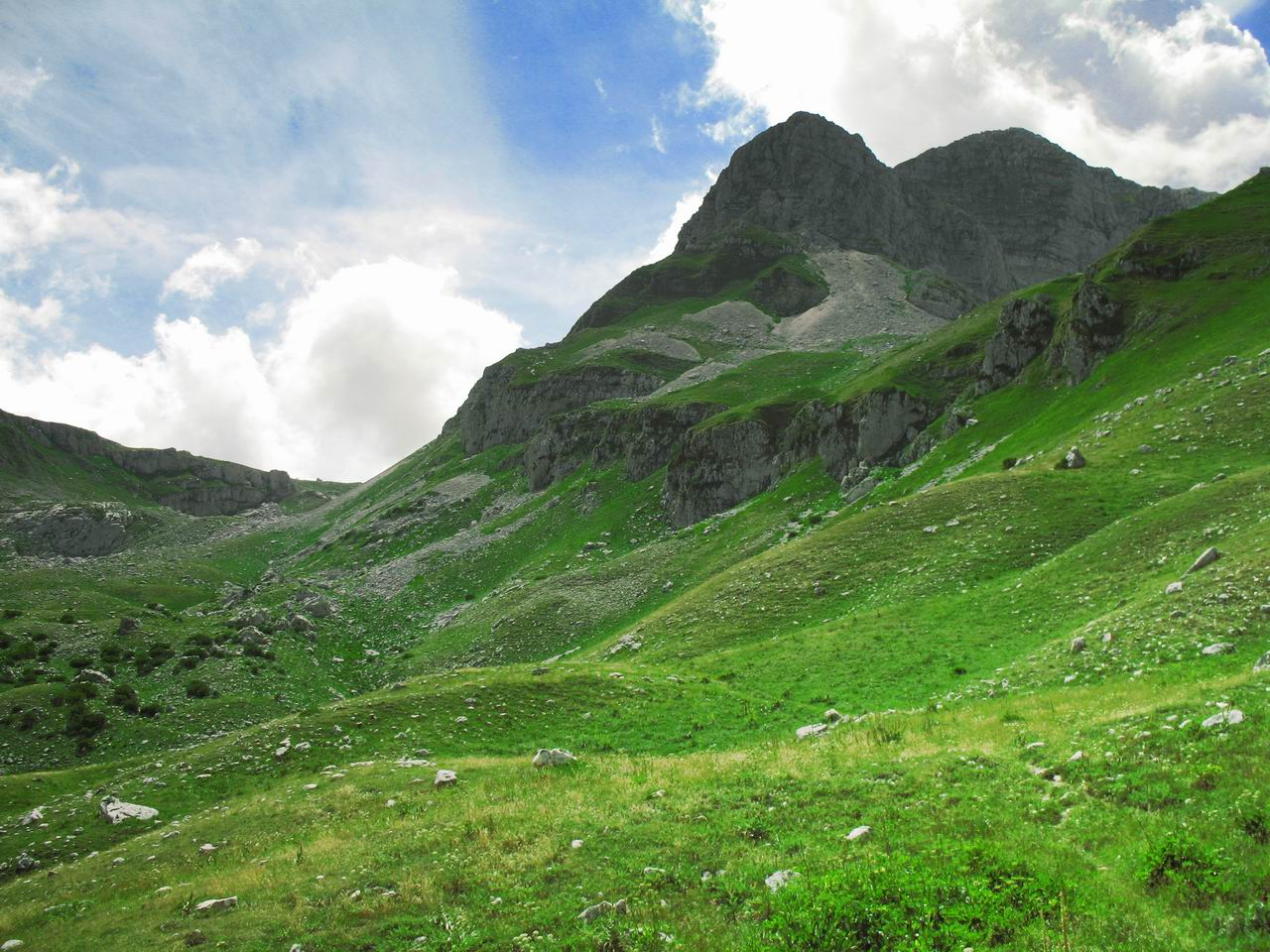
Le mont Meta.

L'Apennin abruzzais s'étend du Passo di Montereale ou du Passo della Torrita (it) au col de la Bocca di Forlì (it). Il est formé d'imposantes chaînes calcaires ressemblant souvent aux Dolomites des Préalpes orientales méridionales, de plateaux et de cuvettes parallèles à la chaîne :
- la chaîne orientale : quasi entièrement située dans les Abruzzes, c'est la plus haute et elle se divise en trois groupes :
  - le groupe septentrional ou des monts de la Laga entre le Tronto et le Vomano avec les cimes du mont Gorzano (2 458 m), les Cima Lepri (2 445 m), Pizzo di Sevo (2 419 m) et Pizzo di Moscio (2 411 m), le long de la limite entre les Abruzzes et le Latium,
  - le groupe central ou du Gran Sasso, entre les vallées du Vomano et de l'Aterno-Pescara ; le Gran Sasso avec le sommet du Corno Grande (2 912 m) est le point culminant des Apennins,
  - le groupe méridional de la Majella, entre les vallées de l'Aterno-Pescara et du Sangro ; il a également des sommets dépassant les 2 500 mètres : le mont Amaro (2 793 m), le mont Acquaviva (2 737 m), le mont Focalone (2 676 m), le mont Rotondo (2 656 m), le mont Macellaro (2 646 m), le Pesco Falcone (2 546 m) ;
- la chaîne centrale : elle commence sur le territoire du Latium à partir du Velino (mont Pozzoni 1 903 m) au nord-est du massif du mont Terminillo (monts Reatins (it)), séparant les eaux du Velino à l'ouest et celles de l'Aterno à l'est de celles du Salto au sud ; elle se prolonge avec le groupe des monts Giano (it) (1 821 m), Calvo (it), Nuria (it) (1 888 m) et de la Duchesse (it) en s'introduisant en territoire abruzzais par le biais du chaînon Sirente-Velino qui culmine au mont Velino (2 486 m) ; au mont Sirente (2 347 m) elle se plie vers le sud et forme avec les dernières pentes de la Majella l'étroit et long plateau des Cinquemiglia (it) pour finir dans la haute vallée du Sangro à Castel di Sangro où, un peu plus au sud, près de la Bocca di Forlì (it), commence l'Apennin meridional (it) (Apennin samnite).
- la chaîne occidentale : elle commence sur le territoire du Latium et s'étend en grande partie le long de la limite régionale entre le Latium et les Abruzzes ; elle se divise en trois parties :
  - la première partie, qui prend le nom des monts Reatins (it), est comprise entre la Nera et son affluent le Velino, avec le mont Terminillo. Le Terminillo est relié au mont Vettore (monts Sibyllins) par une chaîne transversale qui forme le bord du plateau de Leonessa (it),
  - la deuxième partie est formée par une chaîne longue et pas très haute qui part du Velino, suit en général la direction sud-est, puis se prolonge jusqu'au Liri, interrompue deux fois par le cours des rivières Salto et Turano (it), affluents du Velino ; au début, la chaîne est basse mais elle s'élève avec les monts Carseolani (it) jusqu'à la chaîne des monts Simbruins, culminant avec les monts Castel Amato (1 475 m), Autore (1 855 m), Tarino (1 959 m) et Cotento (2 015 m) ; elle se prolonge avec les monts Càntari (it), avec le mont Viglio (it), les monts Herniques dans la moyenne vallée Latine et le groupe de la Serra Lunga (it) jusqu'à son abaissement vers les monts du parc national des Abruzzes, Latium et Molise (groupe du mont Tranquillo) rejoignant le col de la Forca d'Acero (it),
  - la troisième partie comprend le mont Meta, crête haute et étroite, qui s'étend du Sangro au Volturno jusqu'au groupe des Mainarde (it) à la limite méridionale entre le Latium, les Abruzzes et le Molise ; elle a de nombreuses cimes supérieures à 2 000 mètres comme le mont Meta (2 241 m), le mont Petroso (2 247 m) et le mont Metuccia (2 105 m) ; elle est reliée vers l'intérieur du territoire abruzzais au groupe des monts Marsicani (it).

Entre les différentes dorsales, s'ouvrent trois grandes cuvettes ou macrozones piémontaises qui portent le nom des villes que les anciens habitants ont érigées en leur sein : la cuvette d'Aquila (it) (avec la vallée de l'Aterno (it) et le plateau de Navelli (it)) et la cuvette de Sulmona (vallée Peligna (it)) entre la chaîne orientale et la chaîne centrale ; la cuvette d'Avezzano (Fucino ou cuvette de la Marsica), entre la chaîne centrale et la chaîne occidentale, occupée en grande partie jusqu'au XVIIIe siècle par un vaste lac désormais asséché. Sur les dorsales montagneuses s'ouvrent ensuite de nombreux plateaux d'altitude plus faible comme le plateau de Leonessa (it), le plateau de Cascina (it), le plateau de Rascino (it), Campo Imperatore, Campo Felice (it), le plateau des Rocche (it), les Piani di Pezza (it), et le groupe des grands plateaux abruzzais (it).